# Bundesautobahn 12
Die Bundesautobahn 12 (Abkürzung: BAB 12; Kurzform: Autobahn 12, Abkürzung: A 12; Beiname: Autobahn der Freiheit) verbindet Berlin mit Frankfurt (Oder) und Polen und ist Teil der Europastraße 30.
Das heutige Nummerierungssystem wurde am 1. Januar 1975 in der Bundesrepublik eingeführt. Die Bezeichnung A 12 wurde dabei bereits für die in der DDR liegende Autobahn reserviert.
Die heutige A 12 beginnt am Dreieck Spreeau (Berliner Ring) bei Königs Wusterhausen und wurde in zwei Abschnitten als Strecke 58 im August und Dezember 1937 bis Frankfurt (Oder) eröffnet. Die Ausfahrt befand sich als Provisorium an der Reichsstraße 87. Der weitere Abschnitt bis zur Grenze nach Polen wurde 1957 eröffnet, allerdings nur einbahnig. Vierstreifig ausgebaut wurde dieser Streckenteil erst 1992. Die A 12 endet auf der Oderbrücke. Die Autobahn verläuft auf ihrer gesamten Länge im Land Brandenburg.
Die Fortsetzung der A 12 auf polnischem Gebiet ist die dortige A2, die seit Juni 2012 nach Posen, Łódź und Warschau durchgängig befahrbar ist. Somit verbinden die A 12 und die polnische A2 die beiden Hauptstädte Berlin und Warschau und sind Teil einer wichtigen Straßenverbindung zwischen West-, Mittel- und Osteuropa.
Im Jahr 2000 wurde die Umgehungsstraße nördlich von Fürstenwalde/Spree eröffnet und zusätzlich (2001) die neue Ausfahrt Fürstenwalde-Ost eröffnet. Somit konnte ab 2001 erheblich mehr Transportverkehr über Fürstenwalde nach Polen oder ins deutsche Binnenland erfolgen. Die heruntergekommene Ausfahrt Berkenbrück-Fürstenwalde war damit nach Fürstenwalde-Ost verlegt, wurde 2003 geschlossen und anschließend teilweise zurückgebaut.
An einem Messpunkt bei Fürstenwalde wurden im Jahr 2006 täglich 33.500 Fahrzeuge gezählt, davon 9.300 Lkw.
An der Ausfahrt Fürstenwalde-West steht die ehemalige Reichsautobahn-Tankstelle Fürstenwalde, eine der ersten regulären Tankstellen an einer Autobahn. Die Tankstelle ist auch die letzte existierende dieser Art in Deutschland und steht aus diesem Grunde unter Denkmalschutz.

## Autobahn der Freiheit
Polen mangelte es zum Gedenken an das Ende der Volksrepublik an einem symbolträchtigen Ereignis wie dem Fall der Berliner Mauer und der damit verbundenen Grenzöffnung. Der schlechte Zustand vieler polnischer Straßen galt als Symbol für die sozialistische Mangelwirtschaft. Bis 1989 und noch Jahre darüber hinaus hatte es praktisch keine Schnellstraßen gegeben. Auch die Autobahn nach Warschau war erst wenige Monate vor der Fußball-Europameisterschaft 2012 in Betrieb gegangen. So wurden die neuen Autobahnen zum Symbol der Marktwirtschaft und der Verbindung mit Westeuropa. Auf Initiative des polnischen Staatspräsidenten Bronisław Komorowski erhielt die polnische Autostrada A2 am 4. Juni 2014, dem 25. Jahrestag der dortigen Parlamentswahlen von 1989, den Ehrennamen Autobahn der Freiheit (polnisch „Autostrada Wolności“). Am 9. Oktober 2014, dem 25. Jahrestag der Montagsdemonstrationen in Leipzig, verlieh Katherina Reiche, Brandenburger CDU-Bundestagsabgeordnete und Parlamentarische Staatssekretärin im Bundesministerium für Verkehr und digitale Infrastruktur, der A 12 ebenfalls den Ehrennamen Autobahn der Freiheit.

## Sonstiges
In den 1990er Jahren wurde an der A 12 westlich von Frankfurt (Oder) das größte bronzezeitliche Speichergrubenareal Ostbrandenburgs ergraben. 2020 kam bei archäologischen Untersuchungen zudem ein spätbronzezeitliches Gräberfeld zutage.